# Robert Marsham (1er baron Romney)
Robert Marsham, 1er baron Romney (17 septembre 1685 - 28 novembre 1724) de The Mote, Maidstone, est un homme politique anglais whig qui siège à la Chambre des communes de 1708 à 1716 et est élevé à la Pairie en tant que baron Romney.

## Jeunesse
Il est le fils de Robert Marsham (4e baronnet) de Bushey Hall, Hertfordshire, et de son épouse Margaret Bosvile, fille de Thomas Bosvile de Little Motte, Eynsford, Kent. Son père est un ancien député de Maidstone,. Margaret, petite-fille de Francis Wyatt, est l'héritière du siège de la famille Wyatt et transmet Boxley Manor à son fils. Il s'inscrit au St John's College d'Oxford le 9 août 1701, à l'âge de 15 ans et succède à son père comme baronnet le 26 juillet 1703.

## Carrière
Il est élu comme député de Maidstone aux élections générales de 1708 en Grande-Bretagne. Il appuie la naturalisation des Palatins en 1709 et vote en faveur de la destitution du docteur Sacheverell en 1710. À l'élection générale britannique de 1710, il est à nouveau soumis à un scrutin. Il est l’un des députés chargés de rédiger un projet de loi sur la dîme du houblon et le présente le 10 mai 1710, mais il ne fait aucun progrès. Il s'est toujours opposé à l'administration conservatrice tout au long du Parlement, votant contre un amendement au projet de loi sur la mer du Sud le 15 mai 1711 et contre la motion "Pas de paix sans Espagne" du 7 décembre 1711. Le 18 juin 1713, il vote contre le projet de loi sur le traité de commerce avec la France. Il est réélu à nouveau pour Maidstone aux élections générales britanniques de 1713. Membre du Hanover Club, il vote contre l'expulsion de Richard Steele le 18 mars 1714. À la mort de la reine Anne, il est l'un des signataires de la proclamation de son successeur.
Il est réélu lors des élections générales britanniques de 1715. Peu de temps après, le 22 juin 1716, il est élevé à la pairie sous le nom de baron Romney, de Romney, dans le comté de Kent. Il quitte son siège à la Chambre des communes pour siéger à la Chambre des lords. Il est nommé lieutenant-gouverneur du Château de Douvres en 1717. En 1723, il est élu membre de la Royal Society.

## Mariage et descendance
Il épouse Elizabeth Shovell, fille de l'amiral de la flotte, Cloudesley Shovell, à la Chapelle Royale de Whitehall le 19 août 1708. Ils ont deux enfants :
- Elizabeth Marsham (15 août 1711 - 25 septembre 1782). Mariée avec Jacob Bouverie (1er vicomte Folkestone) le 12 avril 1741.
- Robert Marsham, 2e baron Romney (né le 22 août 1712, décédé le 16 novembre 1793), père de Charles Marsham (1er comte de Romney).

Il est décédé le 28 novembre 1724 à l'âge de 39 ans et est enterré à Crayford, dans le Kent. Son fils unique, Robert, lui succède dans la baronnie.
Lady Romney se remarie avec John Carmichael (3e comte de Hyndford), son deuxième mari, et meurt en novembre 1750, à l'âge de 58 ans.